# 福山村 (岡山県御津郡)
福山村（ふくやまそん）は、岡山県御津郡にあった村。現在の加賀郡吉備中央町の一部にあたる。

## 地理
宇甘川の沖積地と、吉備高原の浸食小起伏面上に位置していた。

## 歴史
- 1889年（明治22年）6月1日、町村制の施行により、津高郡平岡村、高谷村、美原村、加茂市場村が合併して村制施行し、福山村が発足[1][2]。旧村名を継承した平岡、高谷、美原、加茂市場の4大字を編成[2]。
- 1900年（明治33年）4月1日、郡の統合により御津郡に所属[1][2]。
- 1932年（昭和7年）4月1日、御津郡加茂村、吉備郡菅谷村と合併し御津郡津賀村を新設して廃止された[1][2]。合併後、津賀村大字平岡・高谷・美原・加茂市場となる[2]。

### 地名の由来
戦国時代に当地を支配した伊賀兵庫の居城・福山城にちなむ。

## 産業
- 農業、木炭、製縄、機織[2]

## 交通

### 県道
- 金川有漢線[2]

### 乗合自動車
- 1922年（大正11年）金川 - 加茂間、加茂 - 高梁間に定期乗合自動車開通[2]。

## 教育
- 1922年（大正11年）福山尋常小学校に高等科併設[2]。